# تپه قلعه آخکند بالا
تپه قلعه آخکند بالا مربوط به سده‌های میانه دوران‌های تاریخی پس از اسلام است و در شهرستان بیجار، بخش چنگ الماس، روستای آخ کند بالا واقع شده و این اثر در تاریخ ۱۰ دی ۱۳۸۱ با شمارهٔ ثبت ۶۸۰۱ به‌عنوان یکی از آثار ملی ایران به ثبت رسیده است.